# Gampsocera
Gampsocera is een vliegengeslacht uit de familie van de halmvliegen (Chloropidae).

## Soorten
- G. numerata (Heeger, 1858)